# Psitteuteles
Psitteuteles är ett släkte i familjen östpapegojor inom ordningen papegojfåglar. Släktet omfattar tre arter som enbart förekommer i Australien:
- Broklorikit (P. versicolor)
- Mindre lorikit (P. pusillus)
- Purpurkronad lorikit (P. porphyrocephalus)

Mindre och purpurkronad lorikit placerades tidigare tillsammans med mysklorikit i släktet Glossopsitta. DNA-studier visar dock att arterna inte är varandras närmaste släktingar. Initialt lyftes de ut till det egna släktet Parvipsitta, men detta inkluderades sedermera i ett bredare Psitteuteles, samtidigt som mysklorikiten flyttades till Trichoglossus.
Å andra sidan inkluderades tidigare arterna irislorikit och grönstreckad lorikit, men samma studier som ovan visade att de inte står nära broklorikiten, typart för Psitteuteles. Grönstreckad lorikit utgör en egen utvecklingslinje utan nära släktingar och har därför lyfts ut till ett eget släkte, Glossoptilus. Irislorikiten står nära några arter som traditionellt placeras i Trichoglossus. Initialt skapades ett eget släkte för dem, Saudareos, men detta har sedermera införlivats i Trichoglossus.